# Alexis Lambert
Alexis Lambert, né à Besançon le 30 janvier 1829 et mort à Paris le 22 janvier 1877, est un homme politique français, gouverneur de l'Algérie.

## Biographie
Il est le fils d’un ancien imprimeur de Besançon qui avait eu Pierre-Joseph Proudhon pour associé. 
A vingt-et-un ans, Alexis Lambert vient à Alger où il remplit divers emplois, puis fonde à Constantine avec M. Marie, en 1859, L’Indépendant, dont il devient le principal rédacteur, et dans lequel il s’attache à signaler les abus du régime militaire, des bureaux arabes, et à demander l’établissement d’un gouvernement civil dans la colonie. 
Il est nommé, après la chute de l’Empire, successivement préfet de Bône, préfet d’Oran (17 novembre 1870), et, le 8 février 1871, commissaire extraordinaire de la République en Algérie, en remplacement de Charles du Bouzet. Lambert remplit ces fonctions jusqu’au 10 avril suivant, époque à laquelle il est remplacé par l’amiral de Gueydon. 
Il est choisi, le 2 juillet, par les électeurs d’Oran, pour les représenter à l’Assemblée nationale. Son élection ayant été annulée parce que six mois ne s’étaient pas écoulés depuis qu’il avait cessé d’être préfet d’Oran, il se présente de nouveau dans ce département le 7 janvier 1872, et est réélu et va siéger à l’Assemblée sur les bancs de la gauche républicaine. Le 20 février 1876, il devient député de Constantine en remplacement de Claude Colas et reprend son siège à la Chambre.